# Gerard Appelmans
Gerard Appelmans, in fiammingo Gheraert (1250 – 1325), è stato un mistico olandese.
Mistico eremita, fu autore della Glossa al Pater Noster, reperita nel 1927, testo rilevante della spiritualità e della letteratura medievali fiamminghe.